# Panneau de jalonnement piétonnier en France
Il existe quatre panneaux de jalonnement piétonnier utilisés sur le domaine public routier en France. Dans la nomenclature des panneaux français, ils sont codifiés Dp.
Ils jalonnent vers soit un poste d'appel d'urgence soit une issue de secours. 
- Dp1a : Jalonnement vers un poste d’appel d’urgence, direction vers la droite.
- Dp1b : Jalonnement vers un poste d’appel d’urgence, direction vers la gauche.
- Dp2a : Jalonnement vers une issue de secours, direction vers la droite.
- Dp2b : Jalonnement vers une issue de secours, direction vers la gauche.

Les panneaux de type Dp sont de forme rectangulaire et comportent une pointe de flèche dessinée et une indication de distance. Ils ne comportent pas de listel.

Panneau Dp1a
Panneau Dp1b
Panneau Dp2a
Panneau Dp2b

## Sources
- Arrêté du 24 novembre 1967 modifié relatif à la signalisation des routes et des autoroutes.